# Nová Ves (okres Louny)
Obec Nová Ves (německy Neudorf) se nachází v okrese Louny v Ústeckém kraji. Žije v ní 126 obyvatel.

## Historie
První písemná zmínka o obci pochází z roku 1347.
8. června 1945 zde zemřel poslední Reichsführer Karl Hanke.

## Obyvatelstvo
|           | 1869 | 1880 | 1890 | 1900 | 1910 | 1921 | 1930 | 1950 | 1961 | 1970 | 1980 | 1991 | 2001 | 2011 |
| --------- | ---- | ---- | ---- | ---- | ---- | ---- | ---- | ---- | ---- | ---- | ---- | ---- | ---- | ---- |
| Obyvatelé | 286  | 294  | 293  | 308  | 302  | 313  | 292  | 188  | 179  | 153  | 122  | 100  | 104  | 105  |
| Domy      | 46   | 47   | 49   | 51   | 53   | 58   | 61   | 55   | 48   | 43   | 39   | 56   | 55   | 54   |

## Pamětihodnosti
- Kaplička – stojí na návsi[6]
- památník padlým první světové války

## Galerie

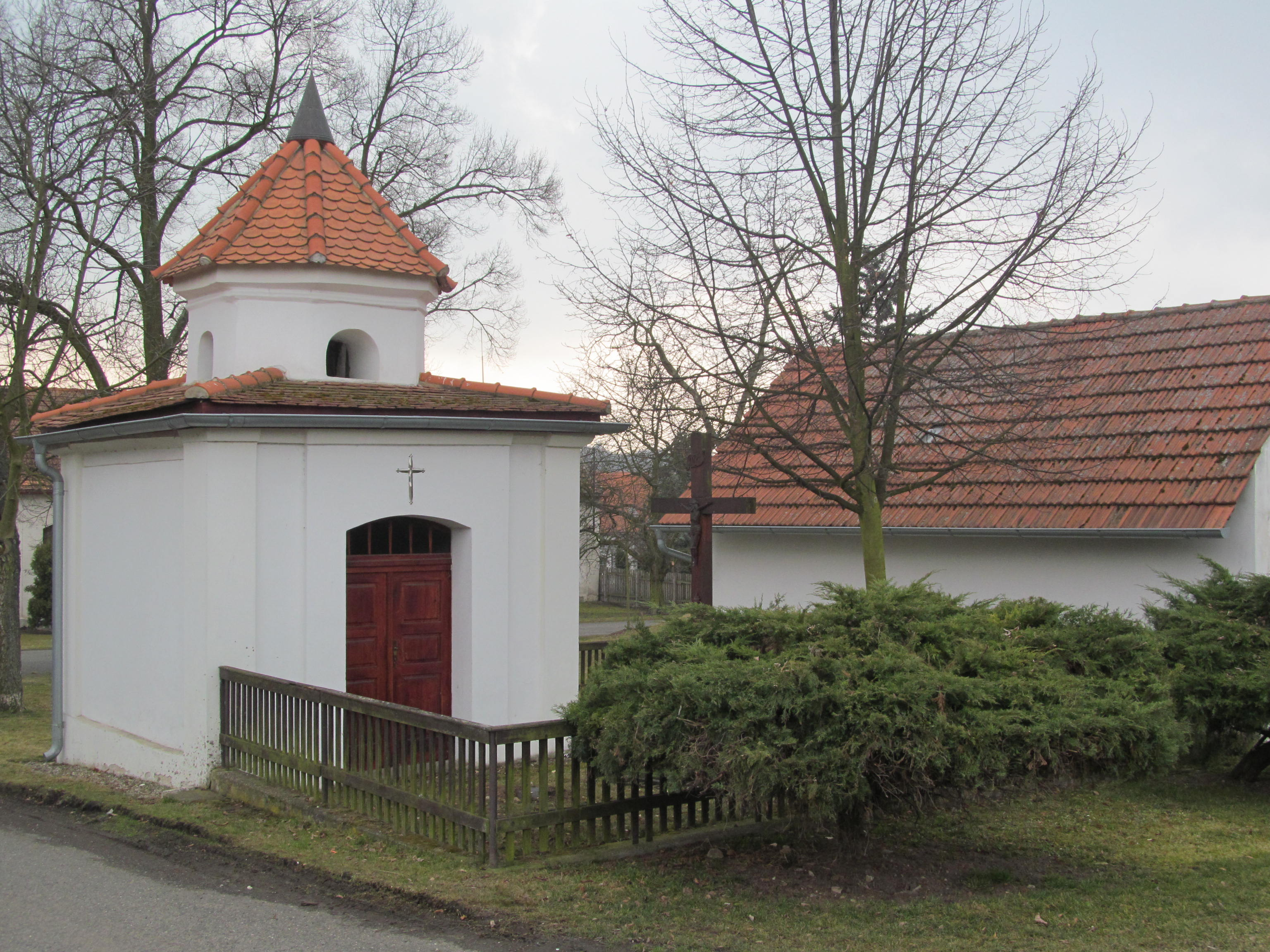
Kaplička na návsi
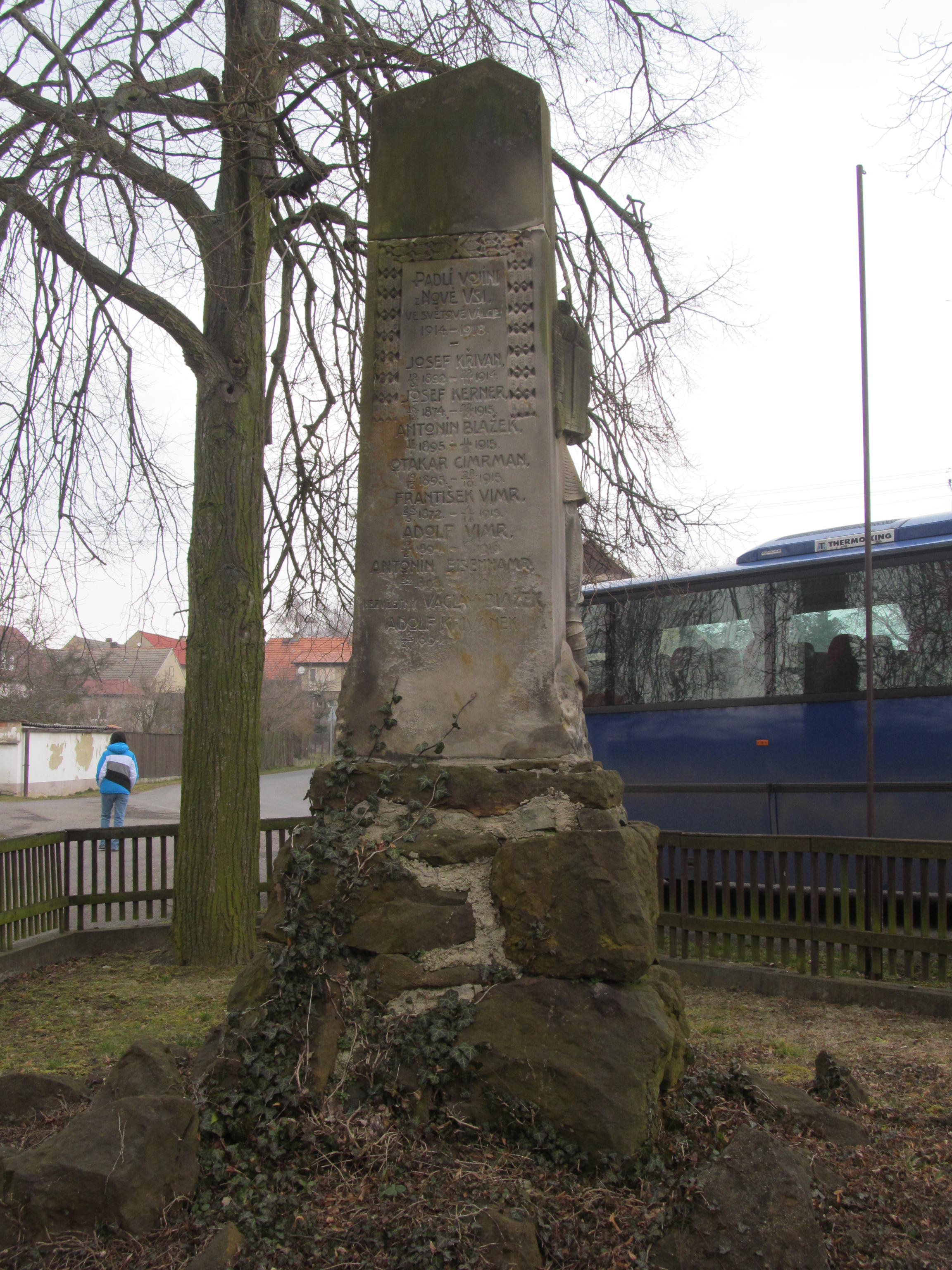
Památník padlým v první světové válce